# Juan Dillon
Juan Dillon y Calderón (Buenos Aires, 1819-La Plata, 1887), fue un empresario y oficial público argentino, primer Comisario de Inmigración y segundo fundador del pueblo de Merlo. 

## Vida
Juan Dillon fue el segundo hijo del matrimonio de inmigrantes compuesto por John Dillon, nacido en Dublín (Irlanda), y de Manuela Calderón, nacida en Montevideo (Uruguay). 
Según algunas fuentes, tras la rebelión irlandesa de 1798 John Dillon decide emigrar a las colonias americanas de España y como era costumbre a todos aquellos que no eran súbditos del rey de España, Dillon debió establecerse primero en España y luego pudo emigrar a las Américas y se estableció en Montevideo en 1807 en donde se casó y estableció un saladero. John Dillon y su socio John Thwaites debieron dejar las mercaderías en Montevideo tras la derrota de los ingleses y en 1809 se vieron favorecidos por el Decreto de Reglamento de Libre Comercio del virrey Baltasar Hidalgo de Cisneros de 1809. Dillon formó una flota de goletas con las que comerciaba por el Río de la Plata. Durante las Guerras de Independencia, Dillon puso a disposición de la Primera Junta sus embarcaciones. John Dillon y  Thwaites formaron la empresa de importación Juan Dillon y Cía., que entre otras cosas se dedicaba a la importación de cerveza siendo Thwaites la primera persona que instaló una fábrica de cerveza en el país en 1813 en el barrio de las Monjas Catalinas, en las inmediaciones de la actual Estación Retiro. 
En 1826 muere John Dillon y tiempo después Manuela Calderón se casa con el irlandés Thomas Gibson Pearson, un comerciante que poseía tierras en las cercanías del pueblo de Merlo.
Juan Dillon se casó con Josefa Ballesteros, nacida en Buenos Aires en 1824. El matrimonio tuvo diez hijos

## Vida pública
Juan Dillon hablaba fluidamente el inglés y se mostraba orgulloso de su ascendencia irlandesa; participaba activamente de las actividades sociales de la comunidad irlandesa y conocía a la perfección la historia del país de sus ancestros. Monseñor Juan Cagliero le escribe a Don Bosco describiendo a Juan Dillon como un «católico a más no poder»
Su actuación en la vida pública comenzó luego de Caseros y durante la campaña de Pavón actuó como Secretario de Guerra. Luego de la caída de Juan Manuel de Rosas fue designado en diversas oportunidades autoridad máxima del Partido de Morón, primero como Juez de Paz en 1855-1856 y como Presidente de Municipalidad en 1857 y 1864-1865. Fue Prefecto de los Partidos del Oeste de Buenos Aires y Comandante Militar de Merlo.
Dillon, como buen porteño, luchó por la causa de Buenos Aires y se enroló en el Partido Autonomista. Fiel representante de las clases terratenientes de Buenos Aires y de sus compatriotas irlandeses que se dedicaban a la cría de ovejas y que estaban sufriendo el robo de ganado, Dillon, como juez de paz, propició la lucha contra el gaucho —que se resistía a ingresar al sistema económico de las estancias— reclamando a las autoridades provinciales el estricto cumplimiento de la ley contra la «vagancia» como una manera de ayudar a «nuestra pobre policía rural» en el control contra el crimen.

## Merlo
Luego de fallecer el segundo esposo de Manuela Calderón, ella quedó como propietaria de una estancia de 1739 ha. que Pearson tenía en el Partido de Morón y Juan Dillon, como hijo mayor, se hizo cargo de la administración de las propiedades.
Las tierras quedaban dentro de los límites del partido de Morón en donde Dillon fue en varias oportunidades su autoridad máxima. Dentro de los límites de la estancia Pearson se encontraba el antiguo pueblo de Merlo, también conocido como Capilla de Merlo, fundado por Francisco de Merlo en 1758 y que por aquel entonces solo era un villorrio de escasa población.
La «refundación» de Merlo fue el producto de un negocio inmobiliario. Con la extensión de la línea férrea hacia el oeste, Dillon vio la oportunidad de realizar un negocio inmobiliario con las tierras de su familia.

La situación es pintoresca, el terreno elevado y fértil y pocas localidades habrá tan aparentes por su salubridad, para la convalecencia de enfermos, y la residencia de familias que quieran gozar de verdadero aire de nuestra campaña.
Juan Dillon

Como Juez de Paz de Morón, Dillon convenció a las autoridades del ferrocarril a cambiar la traza del ferrocarril — que en una primera instancia se pensaba seguir el Camino de los Gaonas, actual Acceso Oeste, y cruzar el Reconquista por el Puente de Márquez— para que este pasara por el pueblo de Morón y de esta manera se viera obligado a pasar por el pueblo de Merlo y por sus tierras.
En 1858 Dillon fundó la Comisión de Fomento del Pueblo de Merlo, que integró junto con los vecinos Manuel Rodríguez, Henry Smith y Fernando Pearson.
Dillon le escribe al por aquel entonces Ministro de Gobierno de la Provincia de Buenos Aires Bartolomé Mitre en los siguientes términos:

El pueblo de Merlo, si tal puede llamarse a una aglomeración irregular de chozas no puede regularizarse sin la ayuda de un agrimensor(...) El trabajo que tiene que ejecutar en Merlo es de poca consideración, pues bastará la traza de trece manzanas en contorno de la iglesia que va a construirse.

En 1859 la Comisión de Fomento le encomienda al arquitecto Pedro Benoit el trazado del nuevo pueblo de Merlo.
El 11 de diciembre de 1859 se inaugura el servicio de trenes de la Estación Merlo.
Dillon propicio la creación del partido de Merlo y fue su primer Presidente de Municipalidad designado por el gobernador de una terna presentada por los cuatro municipales elegidos por los ciudadanos de
Merlo en sufragio universal. Dillon construyó la iglesia, el edificio municipal y la escuela.
Uno de los hijos de Juan Dillon, Juan María Dillon, fue designado Ingeniero Municipal del Partido de Merlo; en 1871 Juan Dillon hijo diseñó el trazado del pueblo de Pontevedra y colaboró con Adolfo Sourdeaux en la traza del ejido del pueblo de Moreno en 1866. En 1879 Juan Dillon hijo realizó la mensura y distribución de tierras en Resistencia.
El negocio inmobiliario de Dillon fue un fracaso. En 1870 solo había vendido dos manzanas de las 29 que tenía el ejido del pueblo. De las tierras destinadas a chacras que se ubicaban en lo que hoy es Mariano Acosta, solo logró vender la mitad: 117 manzanas a Federico Senillosa y 346 manzanas a la firma Cohen Hnos. En 1870, los herederos de Manuela Calderón disponían aún de 579 manzanas.
En 1870, con la muerte de su madre, Dillon dejó el negocio inmobiliario en manos de sus hermanastros, Fernando, Tomás e Isaac Pearson y se muda a Buenos Aires para continuar su carrera política. Fernando recibió catorce manzanas en el pueblo, además de otros terrenos junto a la estación de ferrocarril, mientras que a los otros dos se les entregaron fracciones menores. Pero los Pearson, como otros hacendados hijos de irlandeses, eran fundamentalmente criadores de ovejas, y dirigieron sus inversiones no a este poblado, sino a sus actividades pecuarias. Poseían tierras de pastoreo en Merlo y adquirieron poco antes de la muerte de su madre una estancia en el partido de Chacabuco. Dillon se conformó con recibir en herencia los terrenos de chacra que ya explotaba en vida de su madre, y mudó su residencia en la ciudad. No obstante, no se alejó de Merlo sin dejar en el partido una verdadera red de allegados, que se mantuvo durante años en el control de los asuntos municipales: su hermanastro Fernando Pearson, su colaborador y amigo Sullivan, y Ángel Rodríguez, convertido en propietario gracias a que aquel le vendió terrenos de chacra.

## Comisionado de inmigración y senador
El 2 de enero de 1875 el presidente Nicolás Avellaneda designa a Juan Dillon como primer Comisario General de Inmigración. 
En 1875 es designado como primer Comisario Nacional de la Colonia Chubut al italiano Antonio Oneto —que a la sazón fue el creador de la marina mercante argentina. Antes de embarcarse, Dillon le aconseja a Oneto como actuar y proceder con los colonos galeses: «que la gente se baste a sí misma, para que no se desmoralice y contraiga deudas» y en cuanto a los indígenas se deberá tener un «tratamiento cordial y respetuoso».
En 1875 Juan Dillon le escribe al Ministro del Interior, Dr. Simón de Iriondo respecto a la conveniencia de favorecer la inmigración de gente del Trieste:

Los habitantes del Tirol constituyen una raza fuerte y vigorosa, dispuesta a emigrar, y que conviene dirigir a nuestro país...

En 1875 y como Comisario General de Inmigración, Juan Dillon diseñó un plan de colonización con el que se crearon una serie de colonias en el Chaco, una zona prácticamente deshabitada que había sido definitivamente apoderada luego de la Guerra de la Triple Alianza. Dos de estas colonias serían capitales de Provincia: la ciudad de Resistencia que nació con el nombre de San Fernando, y la colonia Monteagudo, la actual ciudad de Formosa. La otra colonia era  Reconquista y se fundó en el límite Norte de Santa Fe y que ahora es conocida como Avellaneda. Otra colonia fundada como consecuencia de este plan fue Villa Libertad, la actual Chajarí.
Dillon prestó gran colaboración a Monseñor Cagliero y los salesianos, que llegaban al país para asistir a sus compatriotas italianos de Villa Libertad y evangelizar la Patagonia.
El 3 de septiembre de 1877 Juan Dillon firmó un convenio con los representantes de unas 200 familias de alemanes del Volga para su radicación en el país, concediéndoles ciertos derechos. El convenio les otorgaba tierras fiscales (6 millas de campo), manutención por un año, madera para construir sus casas, arados, bueyes, vacas lecheras y la semilla necesaria.
En 1876 se llega a un acuerdo político entre el Partido Nacional de Mitre y el Atonomista de Alsina en lo que se llegó a conocer como la Conciliación. Disconforme, Juan Dillon y otros autonomistas como Leandro N. Alem y Aristóbulo del Valle funda el Partido Republicano, de corta existencia.
Con la federalización de la ciudad de Buenos Aires en 1880, Dillon y su familia se trasladan a la nueva capital de la Provincia de Buenos Aires, La Plata.
Tiempo después fue elegido senador provincial durante tres periodos, en el que se desempeñó en la presidencia de la comisión de presupuesto.
Juan Dillon muere en la ciudad de La Plata el 19 de octubre de 1887 asistido por su amigo el Dean Patrick Dillon quien también presidió las exequias. Dos de sus hijos, Alberto Gregorio y Juan Dillon, el primero se destacó como ingeniero ferroviario y el segundo fue Contador General de la Provincia de Buenos Aires.

## Misceláneas
Una calle de Parque San Martín, Partido de Merlo lleva el nombre de Juan Dillon.
Una calle de Chajarí, Entre Ríos lleva el nombre de Juan Dillon